# Японска върба
Японската върба (на лат.:Salix integra, китайски: 杞柳, qi liu; японски: イ ヌ コ リ ヤ ナ ギ, inukoriyanagi) е вид върба, родом от североизточен Китай, Япония, Корея и Приморски край в далечния югоизток на Русия.

## Описание
Японската върба е широколистен храст, нарастващ до 2 – 6 м височина със сивкаво-зелена кора и червеникави до жълтеникави издънки. Листата са 2 – 10 см дълги и 1 – 2 см широки; те са бледозелени както отгоре, така и отдолу и необичайно за върбата, често са подредени в противоположни двойки или вихри по три, вместо да се редуват. Цветовете се произвеждат в малки реса с дължина 1 – 2,5 см в началото на пролетта; те са кафеникави до червеникави на цвят. Двудомно растение е, с мъжки и женски реси на отделни растения.
Японската върба е тясно свързана с европейската и западноазиатската Salix purpurea и е приемана от някои автори като разновидност като S. purpurea var. multinervis (Franchet & Savatier) Matsumura или като подвид S. purpurea subsp. amplexicaulis (Chaubard) C.K.Schneid.